# Aeroportul Willow
Aeroportul Willow (IATA: WOW, ICAO: PAUO, FAA LID: UUO) este un aeroport din Alaska, Statele Unite ale Americii ce deservește zona Willow⁠(d). Aeroportul a fost tranzitat în 2017 de 7.000 de pasageri. A fost numit după zona deservită.
Situat la o altitudine de 67 m, aeroportul dispune de 1 pistă. Este operat de Alaska Department of Transportation & Public Facilities⁠(d).

## Infrastructură

### Piste
Aeroportul dispune de o singură pistă. Pista 13/31 are suprafața de pietriș și dimensiunile 4.400 picioare × 75 picioare. 